# Richard Rodgers (fútbol americano)
Richard Christopher Rodgers II (Martinez, California, Estados Unidos; 22 de enero de 1992) es un jugador profesional de fútbol americano. Juega como tight end y actualmente milita en los Philadelphia Eagles de la NFL. Fue seleccionado por los Packers en el Draft del 2014. Durante su carrera universitaria jugó con los California Golden Bears.

## Carrera profesional
Richard Rodgers fue seleccionado por los Green Bay Packers en la tercera ronda (98 Selección) en el Draft del 2014.

### 2014
Rodgers hizo su debut el 4 de septiembre de 2014, y no logró ninguna recepción, esperó hasta la semana # 4 en la cual logró sus primeras dos recepciones para 52 yardas en el partido en que los Packers vencieron a los Chicago Bears.

### 2015
El 3 de diciembre de 2015, en la semana 13 frente a los Detroit Lions, Richard Rodgers atrapó un pase de Aaron Rodgers de 61 yardas para ganar el partido. Los packers no tenían tiempo en el reloj y el pase fue catalogado como milagroso. The Hail Mary was quickly dubbed as "The Miracle in Motown." After the game Richard Rodgers II admitted thinking about The Play his father was part of stating "It's a really special moment for him and I was kind of thinking on the play before, when Aaron got the facemask, I was kind of thinking we would do something like that. Obviously it turned out differently." 

## Estadísticas

### Temporada regular
| Año   | Equipo | Partidos | Partidos | Recepción | Recepción | Recepción | Recepción | Recepción | Fumbles | Fumbles |
| Año   | Equipo | G        | GS       | Rec       | Yds       | Avg       | Lng       | TD        | FUM     | Lost    |
| ----- | ------ | -------- | -------- | --------- | --------- | --------- | --------- | --------- | ------- | ------- |
| 2014  | GB     | 16       | 5        | 20        | 225       | 11.3      | 43        | 2         | 0       | 0       |
| 2015  | GB     | 16       | 12       | 58        | 510       | 8.8       | 61        | 8         | 0       | 0       |
| 2016  | GB     | 16       | 6        | 30        | 271       | 9.0       | 22        | 2         | 0       | 0       |
| 2017  | GB     | 15       | 1        | 12        | 160       | 13.3      | 36        | 1         | 0       | 0       |
| 2018  | PHI    | 7        | 0        | 1         | 7         | 7         | 7.0       | 0         | 0       | 0       |
| 2019  | PHI    | 1        | 0        | 0         | 0         | 0         | 0         | 0         | 0       | 0       |
| 2020  | PHI    | 14       | 4        | 24        | 345       | 14.4      | 33        | 2         | 0       | 0       |
| Total | Total  | 85       | 28       | 145       | 1,518     | 10.5      | 61        | 15        | 0       | 0       |

### Playoffs
| Año   | Equipo | Partidos | Partidos | Recepción | Recepción | Recepción | Recepción | Recepción | Fumbles | Fumbles |
| Año   | Equipo | PJ       | PT       | Rec       | Yds       | Avg       | Lng       | TD        | FUM     | Lost    |
| ----- | ------ | -------- | -------- | --------- | --------- | --------- | --------- | --------- | ------- | ------- |
| 2014  | GB     | 2        | 0        | 5         | 48        | 9.6       | 13        | 1         | 0       | 0       |
| 2015  | GB     | 2        | 2        | 7         | 56        | 8.0       | 15        | 0         | 0       | 0       |
| 2016  | GB     | 3        | 0        | 1         | 34        | 34.0      | 34        | 1         | 0       | 0       |
| 2018  | PHI    | 2        | 0        | 0         | 0         | 0         | 0         | 0         | 0       | 0       |
| 2019  | PHI    | 1        | 0        | 0         | 0         | 0         | 0         | 0         | 0       | 0       |
| Total | Total  | 10       | 2        | 13        | 138       | 10.6      | 34        | 2         | 0       | 0       |